# Antica strada a Tarso
Antica strada (in turco Antik yol) (a 36°55′04″N 34°53′33″E fino a 36°55′02″N 34°53′35″E) è il tratto rinvenuto di un'antica strada nella storica città di Tarso, in Turchia.
Tarso, un'antica città conosciuta come il luogo di nascita dell'apostolo Paolo, è ad oggi un importante centro distrettuale nella provincia di Mersin, in Turchia. La strada è stata scoperta casualmente durante uno scavo edile nel 1993. La costruzione è stata bloccata e la strada è ora circondata da una rete metallica per protezione.
La strada fu costruita durante l'Impero Romano, probabilmente nel I secolo d.C.  La larghezza della strada è di 6,5 metri (21 ft). Il materiale usato per la costruzione è pietra basaltica e sotto la strada era stata realizzata una rete fognaria che la rende unica tra le altre strade anatoliche dell'epoca. A ovest e a est della strada ci sono degli stilobati. 
È presente una strada romana a nord di Tarso, ma non si sa se le due strade fossero collegate durante i tempi antichi.